# Mistrzostwa Świata w Lotach Narciarskich 2008
20. Mistrzostwa Świata w Lotach Narciarskich odbyły się w dniach 22–24 lutego 2008 w
niemieckiej miejscowości Oberstdorf. Areną zmagań skoczków była mamucia skocznia narciarska im. Heiniego Klopfera. Konkurs indywidualny (4 serie) rozegrano 22 i 23 lutego, zaś zawody drużynowe odbyły się 24 lutego.

## Program mistrzostw
Poniższa tabela przedstawia szczegółowy wykaz serii skoków przeprowadzonych w ramach mistrzostw świata oraz wydarzeń organizacyjnych.
| Data           | Godzina        | Wydarzenie                                                                                                  |
| -------------- | -------------- | --- |
| 20 lutego 2008 | 20:00          | spotkanie kapitanów drużyn                                                                                  |
| 21 lutego 2008 | 14:00          | dwie oficjalne serie treningowe przed kwalifikacjami do zawodów indywidualnych                              |
| 21 lutego 2008 | 16:30          | seria kwalifikacyjna przed zawodami indywidualnymi                                                          |
| 21 lutego 2008 | 20:00          | oficjalna ceremonia otwarcia mistrzostw świata w lotach narciarskich                                        |
| 22 lutego 2008 | 15:00          | seria próbna przed zawodami indywidualnymi                                                                  |
| 22 lutego 2008 | 16:30          | początek pierwszej serii konkursowej zawodów indywidualnych, druga seria konkursowa zawodów indywidualnych  |
| 23 lutego 2008 | 15:30          | seria próbna przed finałowymi seriami zawodów indywidualnych                                                |
| 23 lutego 2008 | 16:30          | początek trzeciej serii konkursowej zawodów indywidualnych, czwarta seria konkursowa zawodów indywidualnych |
| 23 lutego 2008 | 20:00          | dekoracja medalistów konkursu indywidualnego                                                                |
| 24 lutego 2008 | 15:00          | seria próbna przed zawodami drużynowymi                                                                     |
| 24 lutego 2008 | 16:30          | początek pierwszej serii konkursowej zawodów drużynowych, druga seria konkursowa zawodów drużynowych        |
| 24 lutego 2008 | (po konkursie) | dekoracja medalistów konkursu drużynowego                                                                   |
| 24 lutego 2008 | (po konkursie) | oficjalna ceremonia zamknięcia mistrzostw świata w lotach narciarskich                                      |

## Skocznia
Obiektem zmagań skoczków podczas Mistrzostw Świata w Lotach Narciarskich 2008 była Heini-Klopfer-Skiflugschanze, skocznia mamucia w niemieckim Oberstdorfie. Punkt konstrukcyjny znajduje się na 185 metrze, a jej rozmiar wynosi 213 metrów. Rekordzistą skoczni jest Harri Olli z Finlandii, który skoczył 225,5 metra.
W 2008 roku skocznia w Oberstdorfie gościła mistrzostwa świata w lotach narciarskich po raz piąty. Poprzednie mistrzostwa odbyły się w 1973, 1981, 1988 i 1998 roku.
|  | Nazwa skoczni                | Miasto     | Punkt konstrukcyjny | Rozmiar skoczni | Rekord skoczni                     |
|  | ---------------------------- | ---------- | ------------------- | --------------- | ---------------------------------- |
|  | Heini-Klopfer-Skiflugschanze | Oberstdorf | K-185               | HS 213          | 223 m, Roar Ljøkelsøy (17.02.2004) |

## Jury
Dyrektorem konkursów na Mistrzostwach Świata w Lotach Narciarskich 2008 był Hans Schmid, oraz z ramienia Międzynarodowej Federacji Narciarskiej, dyrektor zawodów Pucharu Świata, Walter Hofer. Jego asystentem był, podobnie jak w innych oficjalnych zawodach organizowanych przez FIS, Miran Tepeš. Sędzią technicznym był Bertil Palsrud, a jego asystentem – Marko Mlakar.
Podczas dwóch pierwszych serii konkursowych zawodów indywidualnych, skład jury, oceniającego startujących zawodników był następujący:
- Hans Elvsveen (stanowisko A)
- Peter Stattmann (stanowisko B)
- Leo De Crignis (stanowisko C)
- Jürgen Thomas (stanowisko D)
- Lech Pochwała (stanowisko E)

Podczas trzeciej i czwartej serii konkursu indywidualnego styl oceniali:
- Hans Elvsveen (stanowisko A)
- Jožef Ograjenšek (stanowisko B)
- Leo De Crignis (stanowisko C)
- Jürgen Thomas (stanowisko D)
- Lech Pochwała (stanowisko E)

W konkursie drużynowym w skład jury weszli:
- Leo De Crignis (stanowisko A)
- Lech Pochwała (stanowisko B)
- Hans Elvsveen (stanowisko C)
- Jožef Ograjenšek (stanowisko D)
- Peter Stattmann (stanowisko E)

## Medaliści

### Konkurs indywidualny na skoczni HS 213 (21-23.02.2008)
| Medal | Imię i nazwisko       | Skok 1            | Skok 2            | Skok 3            | Skok 4            | Noty za styl • | Nota łączna | Strata   |
| ----- | --------------------- | ----------------- | ----------------- | ----------------- | ----------------- | --- | ----------- | -------- |
|       | Gregor Schlierenzauer | 212 m 207,9 pkt   | 217,5 m 214,0 pkt | 208,5 m 204,2 pkt | 211,5 m 209,3 pkt | 17,5 • 18,5 • 18,5 • 19,0 • 18,5 17,5 • 18,5 • 18,5 • 19,0 • 18,0 18,5 • 19,0 • 18,5 • 19,0 • 18,5 19,0 • 19,5 • 19,5 • 19,0 • 19,0 | 835,4 pkt   | –        |
|       | Martin Koch           | 215,5 m 207,1 pkt | 221,0 m 214,2 pkt | 213,0 m 208,6 pkt | 201,5 m 194,8 pkt | 16,0 • 17,0 • 17,0 • 18,0 • 16,5 16,5• 18,0 • 17,5 • 17,0 • 16,5 17,5 • 18,5 • 18,5 • 19,0 • 18,0 17,5 • 18,5 • 19,0 • 18,5 • 18,0  | 824,7 pkt   | 10,7 pkt |
|       | Janne Ahonen          | 210,5 m 202,6 pkt | 206,5 m 201,3 pkt | 209,0 m 202,8 pkt | 208,5 m 205,2 pkt | 17,5 • 16,5 • 18,0 • 17,0 • 17,5 17,5• 18,5 • 19,0 • 18,5 • 18,5 17,5 • 19,0 • 17,5 • 18,0 • 18,5 18,5 • 19,0 • 19,0 • 19,0 • 19,0  | 811,9 pkt   | 23,5 pkt |

### Konkurs drużynowy na skoczni HS 213 (24.02.2008)
| Medal                 | Kraj      | Imię i nazwisko     | Skok 1            | Skok 2                                                            | Noty za styl •                                                    | Nota łączna zawodnika | Nota łączna drużyny | Strata    |
| --------------------- | --------- | ------------------- | ----------------- | ----------------------------------------------------------------- | ----------------------------------------------------------------- | --------------------- | ------------------- | --------- |
|                       | Austria   | Martin Koch         | 214,5 m 210,9 pkt | 210,5 m 206,6 pkt                                                 | 18,5 • 18,5 • 18,0 • 18,5 • 18,5 18,5 • 18,5 • 18,0 • 19,0 • 19,0 | 417,5 pkt             | 1553,3 pkt          | –         |
| Thomas Morgenstern    | Austria   | 192,0 m 184,9 pkt   | 190,5 m 181,6 pkt | 18,5 • 19,0 • 19,0 • 18,5 • 19,0 18,5 • 18,0 • 18,5 • 18,0 • 19,0 | 366,5 pkt                                                         |                       | 1553,3 pkt          | –         |
| Andreas Kofler        | Austria   | 181,0 m 169,2 pkt   | 197,0 m 190,4 pkt | 18,0 • 18,0 • 18,0 • 18,0 • 18,5 18,5 • 18,5 • 19,0 • 19,0 • 18,5 | 359,6 pkt                                                         |                       | 1553,3 pkt          | –         |
| Gregor Schlierenzauer | Austria   | 206,5 m 200,3 pkt   | 217,0 m 209,4 pkt | 19,0 • 18,5 • 17,5 • 18,0 • 18,0 16,5 • 17,0 • 18,0 • 17,0 • 17,0 | 409,7 pkt                                                         |                       | 1553,3 pkt          | –         |
|                       | Finlandia | Janne Happonen      | 202,5 m 200,6 pkt | 201,5 m 195,8 pkt                                                 | 18,5 • 19,0 • 19,0 • 18,5 • 18,5 19,0 • 18,5 • 19,0 • 18,5 • 18,5 | 396,4 pkt             | 1477,0 pkt          | 76,3 pkt  |
| Harri Olli            | Finlandia | 176,0 m 160,2 pkt   | 196,0 m 188,2 pkt | 17,0 • 17,5 • 17,0 • 17,0 • 16,5 18,0 • 18,5 • 18,0 • 18,5 • 18,5 | 348,4 pkt                                                         |                       | 1477,0 pkt          | 76,3 pkt  |
| Matti Hautamäki       | Finlandia | 177,5 m 164,5 pkt   | 201,5 m 195,3 pkt | 17,5 • 18,0 • 18,0 • 17,5 • 18,0 18,5 • 18,5 • 18,5 • 18,5 • 18,5 | 359,8 pkt                                                         |                       | 1477,0 pkt          | 76,3 pkt  |
| Janne Ahonen          | Finlandia | 195,5 m 187,1 pkt   | 194,0 m 185,3 pkt | 18,5 • 18,5 • 17,5 • 18,0 • 18,0 18,0 • 18,0 • 18,0 • 18,5 • 18,5 | 372,4 pkt                                                         |                       | 1477,0 pkt          | 76,3 pkt  |
|                       | Norwegia  | Bjørn Einar Romøren | 198,5 m 191,7 pkt | 196,0 m 188,7 pkt                                                 | 19,0 • 18,5 • 18,5 • 18,5 • 18,5 18,5 • 18,5 • 18,5 • 18,5 • 18,5 | 380,4 pkt             | 1453,2 pkt          | 100,1 pkt |
| Anders Bardal         | Norwegia  | 177,0 m 163,4 pkt   | 183,5 m 172,2 pkt | 17,5 • 17,5 • 18,0 • 17,5 • 18,0 18,0 • 17,5 • 18,0 • 18,0 • 18,0 | 335,6 pkt                                                         |                       | 1453,2 pkt          | 100,1 pkt |
| Tom Hilde             | Norwegia  | 184,0 m 171,8 pkt   | 206,0 m 202,2 pkt | 18,0 • 18,0 • 17,5 • 17,5 • 17,5 19,0 • 19,0 • 19,0 • 19,0 • 19,0 | 374,0 pkt                                                         |                       | 1453,2 pkt          | 100,1 pkt |
| Anders Jacobsen       | Norwegia  | 196,5 m 189,8 pkt   | 184,5 m 173,4 pkt | 19,0 • 19,0 • 18,5 • 18,5 • 18,5 17,5 • 18,0 • 18,0 • 18,0 • 18,0 | 363,2 pkt                                                         |                       | 1453,2 pkt          | 100,1 pkt |

### Klasyfikacja medalowa
| Miejsce | Państwo   | Złoto | Srebro | Brąz | Razem |
| ------- | --------- | ----- | ------ | ---- | ----- |
| 1.      | Austria   | 2     | 1      | 0    | 3     |
| 2.      | Finlandia | 0     | 1      | 1    | 2     |
| 3.      | Norwegia  | 0     | 0      | 1    | 1     |

## Wyniki szczegółowe

### Konkurs indywidualny
Zwycięzcą konkursu indywidualnego został Gregor Schlierenzauer z Austrii, który wyprzedził o 10,7 punktu Martina Kocha. Brązowy medal wywalczył zawodnik Finlandii Janne Ahonen. Najlepszym zawodnikiem reprezentacji Polski okazał się Adam Małysz, który zajął 9 miejsce. Kamil Stoch uplasował się na 34 pozycji.
| Pozycja | Skoczek               | Kraj       | Skok 1 | Skok 2 | Skok 3 | Skok 4 | Wynik punktowy |
| ------- | --------------------- | ---------- | ------ | ------ | ------ | ------ | -------------- |
| 1       | Gregor Schlierenzauer | Austria    | 212,0  | 217,5  | 208,5  | 211,5  | 835,4          |
| 2       | Martin Koch           | Austria    | 215,5  | 221,0  | 213,0  | 201,5  | 824,7          |
| 3       | Janne Ahonen          | Finlandia  | 210,5  | 206,5  | 209,0  | 208,5  | 811,9          |
| 4       | Bjørn Einar Romøren   | Norwegia   | 214,5  | 213,5  | 198,5  | 196,5  | 804,6          |
| 5       | Janne Happonen        | Finlandia  | 202,5  | 210,5  | 201,0  | 207,0  | 801,7          |
| 6       | Harri Olli            | Finlandia  | 200,5  | 204,5  | 200,5  | 206,5  | 787,4          |
| 7       | Thomas Morgenstern    | Austria    | 205,0  | 213,5  | 194,5  | 193,5  | 784,3          |
| 8       | Simon Ammann          | Szwajcaria | 208,5  | 195,5  | 205,5  | 199,5  | 782,8          |
| 9       | Adam Małysz           | Polska     | 207,5  | 211,5  | 192,5  | 196,0  | 778,0          |
| 10      | Anders Jacobsen       | Norwegia   | 194,5  | 202,5  | 203,0  | 201,5  | 775,3          |
| 11      | Tom Hilde             | Norwegia   | 203,0  | 200,0  | 197,0  | 200,0  | 773,5          |
| 12      | Jernej Damjan         | Słowenia   | 198,0  | 199,5  | 201,5  | 199,5  | 772,7          |
| 13      | Andreas Küttel        | Szwajcaria | 199,5  | 211,5  | 189,0  | 195,5  | 768,6          |
| 14      | Matti Hautamäki       | Finlandia  | 189,5  | 197,5  | 193,5  | 202,5  | 754,6          |
| 15      | Martin Schmitt        | Niemcy     | 201,0  | 200,0  | 192,5  | 187,0  | 747,6          |
| 16      | Andreas Kofler        | Austria    | 198,0  | 197,5  | 195,5  | 186,0  | 745,4          |
| 17      | Robert Kranjec        | Słowenia   | 194,5  | 201,0  | 189,0  | 191,0  | 740,1          |
| 18      | Anders Bardal         | Norwegia   | 178,5  | 194,0  | 193,5  | 192,5  | 717,7          |
| 19      | Michael Uhrmann       | Niemcy     | 183,0  | 195,5  | 190,0  | 184,0  | 709,0          |
| 20      | Antonín Hájek         | Czechy     | 178,0  | 198,5  | 188,5  | 184,5  | 704,4          |
| 21      | Michael Neumayer      | Niemcy     | 188,5  | 189,0  | 179,0  | 196,5  | 698,6          |
| 22      | Pawieł Karielin       | Rosja      | 204,5  | 198,5  | 183,0  | 177,5  | 694,7          |
| 23      | Guido Landert         | Szwajcaria | 187,0  | 190,5  | 181,0  | 179,5  | 685,1          |
| 24      | Emmanuel Chedal       | Francja    | 186,5  | 182,5  | 179,5  | 178,5  | 670,9          |
| 25      | Shōhei Tochimoto      | Japonia    | 183,5  | 174,5  | 185,0  | 180,5  | 669,2          |
| 26      | Dienis Korniłow       | Rosja      | 185,0  | 180,5  | 175,5  | 179,5  | 666,1          |
| 27      | Daiki Itō             | Japonia    | 187,0  | 180,5  | 176,0  | 168,0  | 650,3          |
| 28      | Primož Peterka        | Słowenia   | 179,5  | 176,0  | 169,5  | 183,5  | 649,2          |
| 29      | David Lazzaroni       | Francja    | 188,5  | 170,0  | 184,5  | 169,5  | 648,0          |
| 30      | Georg Späth           | Niemcy     | 178,5  | 177,5  | 173,0  | 174,0  | 643,6          |
| 31      | Borek Sedlák          | Czechy     | 177,5  |        |        |        | 162,0          |
| 32      | Roar Ljøkelsøy        | Norwegia   | 176,0  |        |        |        | 161,2          |
| 33      | Jan Matura            | Czechy     | 175,5  |        |        |        | 161,1          |
| 34      | Kamil Stoch           | Polska     | 174,0  |        |        |        | 158,3          |
| 35      | Noriaki Kasai         | Japonia    | 174,5  |        |        |        | 155,9          |
| 36      | Sebastian Colloredo   | Włochy     | 171,5  |        |        |        | 154,8          |
| 37      | Dmitrij Ipatow        | Rosja      | 165,0  |        |        |        | 145,5          |
| 38      | Ołeksandr Łazarowycz  | Ukraina    | 165,0  |        |        |        | 142,0          |
| 39      | Taku Takeuchi         | Japonia    | 162,5  |        |        |        | 141,5          |
| 40      | Nikołaj Karpienko     | Kazachstan | 161,0  |        |        |        | 135,7          |

### Konkurs drużynowy
Konkurs drużynowy wygrała reprezentacja Austrii w składzie: Martin Koch, Thomas Morgenstern, Andreas Kofler i Gregor Schlierenzauer. Srebrny medal wywalczył zespół Finlandii. W jego skład wchodzili: Janne Happonen, Harri Olli, Matti Hautamäki oraz Janne Ahonen. Na miejscu trzecim uplasowała się reprezentacja Norwegii, którą reprezentowali: Bjørn Einar Romøren, Anders Bardal, Tom Hilde i Anders Jacobsen. Reprezentacja Polski zajęła 10. miejsce i nie awansowała do drugiej serii.
| M  | Państwo    | Zawodnik                 | Skok 1 | Skok 2 | Punkty | Nota zespołu |
| -- | ---------- | ------------------------ | ------ | ------ | ------ | ------------ |
| 1  | Austria    | Martin Koch              | 214,5  | 210,5  | 417,5  | 1553,3       |
| 1  | Austria    | Thomas Morgenstern       | 192,0  | 190,5  | 366,5  | 1553,3       |
| 1  | Austria    | Andreas Kofler           | 181,0  | 197,0  | 359,6  | 1553,3       |
| 1  | Austria    | Gregor Schlierenzauer    | 206,5  | 217,0  | 409,7  | 1553,3       |
| 2  | Finlandia  | Janne Happonen           | 205,5  | 201,5  | 396,4  | 1477,0       |
| 2  | Finlandia  | Harri Olli               | 176,0  | 196,0  | 348,4  | 1477,0       |
| 2  | Finlandia  | Matti Hautamäki          | 177,5  | 201,5  | 359,8  | 1477,0       |
| 2  | Finlandia  | Janne Ahonen             | 195,5  | 194,0  | 372,4  | 1477,0       |
| 3  | Norwegia   | Bjørn Einar Romøren      | 198,5  | 196,0  | 380,4  | 1453,2       |
| 3  | Norwegia   | Anders Bardal            | 177,0  | 183,5  | 335,6  | 1453,2       |
| 3  | Norwegia   | Tom Hilde                | 184,0  | 206,0  | 374,0  | 1453,2       |
| 3  | Norwegia   | Anders Jacobsen          | 196,5  | 184,5  | 363,2  | 1453,2       |
| 4  | Niemcy     | Georg Späth              | 171,0  | 175,5  | 314,8  | 1361,7       |
| 4  | Niemcy     | Michael Uhrmann          | 178,0  | 195,0  | 349,1  | 1361,7       |
| 4  | Niemcy     | Martin Schmitt           | 183,5  | 203,0  | 368,3  | 1361,7       |
| 4  | Niemcy     | Michael Neumayer         | 175,5  | 184,5  | 329,5  | 1361,7       |
| 5  | Rosja      | Dmitrij Wasiljew         | 165,5  | 179,5  | 312,0  | 1308,1       |
| 5  | Rosja      | Ilja Roslakow            | 176,5  | 175,5  | 322,9  | 1308,1       |
| 5  | Rosja      | Pawieł Karielin          | 182,5  | 197,5  | 357,0  | 1308,1       |
| 5  | Rosja      | Dienis Korniłow          | 169,0  | 179,5  | 316,2  | 1308,1       |
| 6  | Czechy     | Antonín Hájek            | 189,5  | 180,0  | 347,4  | 1298,9       |
| 6  | Czechy     | Roman Koudelka           | 189,5  | 187,0  | 355,8  | 1298,9       |
| 6  | Czechy     | Jan Matura               | 173,5  | 182,0  | 326,6  | 1298,9       |
| 6  | Czechy     | Borek Sedlák             | 155,0  | 173,0  | 269,1  | 1298,9       |
| 7  | Japonia    | Daiki Itō                | 182,0  | 174,5  | 328,8  | 1241,2       |
| 7  | Japonia    | Noriaki Kasai            | 168,5  | 150,5  | 277,8  | 1241,2       |
| 7  | Japonia    | Taku Takeuchi            | 169,0  | 180,0  | 316,8  | 1241,2       |
| 7  | Japonia    | Shōhei Tochimoto         | 167,5  | 181,5  | 317,8  | 1241,2       |
| 8  | Francja    | Vincent Descombes Sevoie | 170,5  | 160,0  | 294,1  | 1196,2       |
| 8  | Francja    | David Lazzaroni          | 190,5  | 164,5  | 320,5  | 1196,2       |
| 8  | Francja    | Pierre Emmanuel Robe     | 131,0  | 156,0  | 238,9  | 1196,2       |
| 8  | Francja    | Emmanuel Chedal          | 181,5  | 187,0  | 342,7  | 1196,2       |
| 9  | Szwajcaria | Simon Ammann             | 188,0  |        | 176,1  | 602,9        |
| 9  | Szwajcaria | Andreas Küttel           | 167,5  |        | 150,5  | 602,9        |
| 9  | Szwajcaria | Antoine Guignard         | 143,0  |        | 119,1  | 602,9        |
| 9  | Szwajcaria | Guido Landert            | 173,5  |        | 157,2  | 602,9        |
| 10 | Polska     | Kamil Stoch              | 167,0  |        | 148,9  | 573,8        |
| 10 | Polska     | Piotr Żyła               | 168,0  |        | 150,1  | 573,8        |
| 10 | Polska     | Stefan Hula              | 120,0  |        | 84,0   | 573,8        |
| 10 | Polska     | Adam Małysz              | 199,0  |        | 190,8  | 573,8        |
| 11 | Szwecja    | Carl Nordin              | 155,0  |        | 132,5  | 527,9        |
| 11 | Szwecja    | Isak Grimholm            | 154,0  |        | 130,8  | 527,9        |
| 11 | Szwecja    | Johan Erikson            | 143,0  |        | 114,6  | 527,9        |
| 11 | Szwecja    | Andreas Arén             | 167,5  |        | 150,0  | 527,9        |
| 12 | Słowenia   | Robert Kranjec           | 85,0   |        | 39,0   | 509,3        |
| 12 | Słowenia   | Jurij Tepeš              | 160,5  |        | 140,1  | 509,3        |
| 12 | Słowenia   | Primož Peterka           | 171,5  |        | 155,3  | 509,3        |
| 12 | Słowenia   | Jernej Damjan            | 189,5  |        | 174,9  | 509,3        |
| 13 | Kazachstan | Asan Tachtachunow        | 146,0  |        | 121,2  | 508,5        |
| 13 | Kazachstan | Aleksiej Korolow         | 132,5  |        | 102,0  | 508,5        |
| 13 | Kazachstan | Radik Żaparow            | 166,5  |        | 148,8  | 508,5        |
| 13 | Kazachstan | Nikołaj Karpienko        | 157,5  |        | 136,5  | 508,5        |